# Camille Delvaille
 (mars 2025).
Motif : manque de sources prouvant la notoriété
- Archive Wikiwix
- Bing
- Cairn
- DuckDuckGo
- E. Universalis
- Gallica
- Google
- G. Books
- G. News
- G. Scholar
- Persée
- Qwant
- (zh) Baidu
- (ru) Yandex
- (wd) trouver des œuvres sur Wikidata

| 1. | Préciser le motif de la pose du bandeau. | Précisez le motif de la pose du bandeau en utilisant la syntaxe suivante : {{admissibilité à vérifier\|date=mai 2025\|motif=remplacez ce texte par le motif}}                          |
| 2. | Informer les utilisateurs concernés.     | Pensez à avertir le créateur de l'article, par exemple, en insérant le code ci-dessous sur sa page de discussion : {{subst:avertissement admissibilité à vérifier\|Camille Delvaille}} |

Pour les articles homonymes, voir Delvaille.
Camille Delvaille, né le 25 mars 1835 à Saint-Esprit et mort le 2 janvier 1904 à Bayonne, est un médecin, journaliste et homme politique français.

## Biographie
Camille Delvaille est né le 25 mars 1835 dans une famille juive aisée de Saint-Esprit. Il est le fils d'Abraham Aimé Delvaille, négociant, marchand de gros en denrées coloniales, et d'Esther Athénaïs Athias, il est le frère de Géo Delvaille.
Après des études au lycée de Bordeaux, à 18 ans, il est reçu bachelier ès-lettres et bachelier ès-sciences,. Il poursuit ses études de médecine à Paris où il devient aussi journaliste fondant en 1857 le journal satirique Le Gaulois avec Charles Louveau. Il affronta alors Henri Rochefort, Nadar ou encore les comédiens Doby et Debureau.
Devenu médecin, il s'intéresse notamment aux épidémies, aux enfants et aux juifs et plus généralement aux plus pauvres. Il est médecin de la Hébéra et de la maison d'asile israélite de Bayonne. Il est en contact avec les plus pauvres et les cheminots de la Compagnie du Midi.
Le docteur Delvaille est un républicain laïc et libéral présent au conseil municipal de la ville de Bayonne dès 1870, où il siège comme adjoint au maire pendant deux ans entre 1882 et 1884. Il est créateur de la société philomatique et organise une des premières colonies de vacances en France en 1888 sous la forme de colonies sanitaires groupées. Il est aussi conférencier et chargé de missions en Espagne et en Hollande par le ministère de l'Instruction publique et le ministère de l'Intérieur. Pour l'Exposition universelle de 1889, il fait partie du comité départemental des Basses-Pyrénées, en tant que commissaire de l'exposition de Biarritz.
Il beaucoup écrit au sein de plusieurs journaux républicains ainsi que dans des revues philanthropiques. Il publie notamment dans Le Journal de Bayonne, la France du Sud-Ouest et la Revue des Cours scientifiques et littéraires. Il publie des également ouvrages comme les Études sur l'histoire naturelle (1859) et De l'exercice de la médecine (1865).
Il est aussi très présent dans la communauté juive française et particulièrement dans le Sud-Ouest, notamment en tant que président du consistoire de Bayonne et membre de la Société des études juives. En 1892, il participe également au réveil de la franc-maçonnerie bayonnaise.

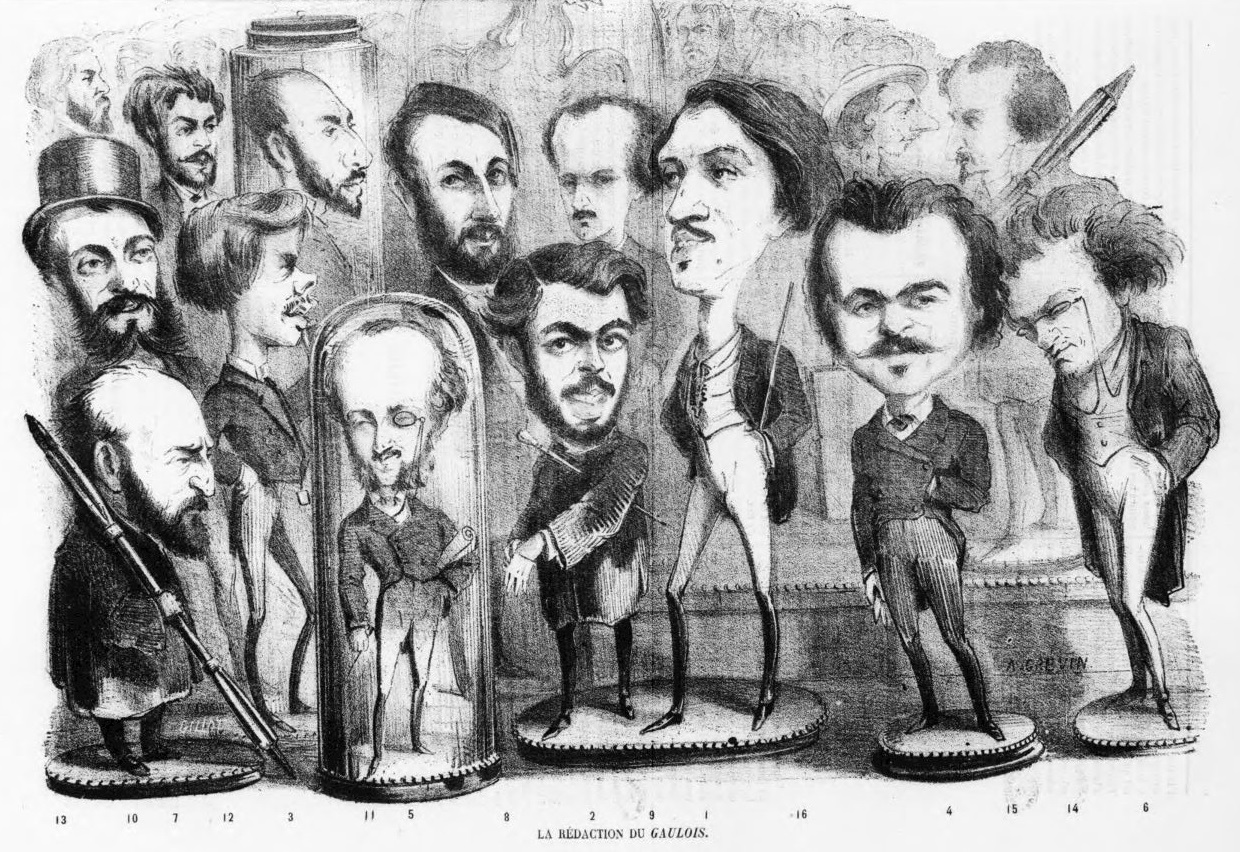
Membres de la rédaction du journal Le Gaulois en 1858.

Camille Delvaille est médaillé à de nombreuses reprises. Il est officier de l'Instruction publique, médaillé d'argent de l'Exposition de 1900 et a obtenu la médaille d'argent (1898) et la mention honorable (1894) de l'Académie de médecine. Il est fait chevalier de la légion d'honneur le 12 janvier 1903, un an avant sa mort dans sa propriété de Huire à Bayonne le 2 janvier 1904.

## Distinctions
- Officier de l'Instruction publique[12] (1889)
- Chevalier de la Légion d'honneur[3] (1903)

## Postérité
Une avenue et un arrêt de bus de la ville de Bayonne portent son nom .